# Pasym
Pasym (do 1945 niem. Passenheim) – miasto w woj. warmińsko-mazurskim, w powiecie szczycieńskim, położone na Pojezierzu Olsztyńskim. Siedziba gminy miejsko-wiejskiej Pasym. W latach 1975–1998 miasto administracyjnie należało do woj. olsztyńskiego.
Według danych GUS z 1 stycznia 2024 r. Pasym liczył 2390 mieszkańców.
Prawa miejskie 1386–1946 i ponownie od 1997 roku. Pasym leży w zachodniej części Mazur, na obszarze dawnej Galindii. Miasto położone jest pomiędzy trzema jeziorami: Kalwą (569 ha), Leleskim (482,2 ha) i Gromem (241 ha).

## Nazwa miejscowości
Pierwotnie istniała tu wieś kościelna biskupów warmińskich Heinrichswalde (Henrykowo). Miasto w 1386 r. lokowane na miejscu wsi na prawie chełmińskim przez wielkiego mistrza Konrada Zöllnera, wraz z nadaniem praw miejskich miejscowość otrzymała nową nazwę od nazwiska komtura elbląskiego Zygfryda Walpota von Bassenheima. Forma ta ewoluowała potem do postaci Passenheim. Wraz z późniejszym osadnictwem mazurskim w Prusach Książęcych, wytworzyło się także jej polskie przyswojenie – Pasym. Nazwa ta została oficjalnie przyjęta po włączeniu miejscowości do Polski w 1945 r.

## Historia

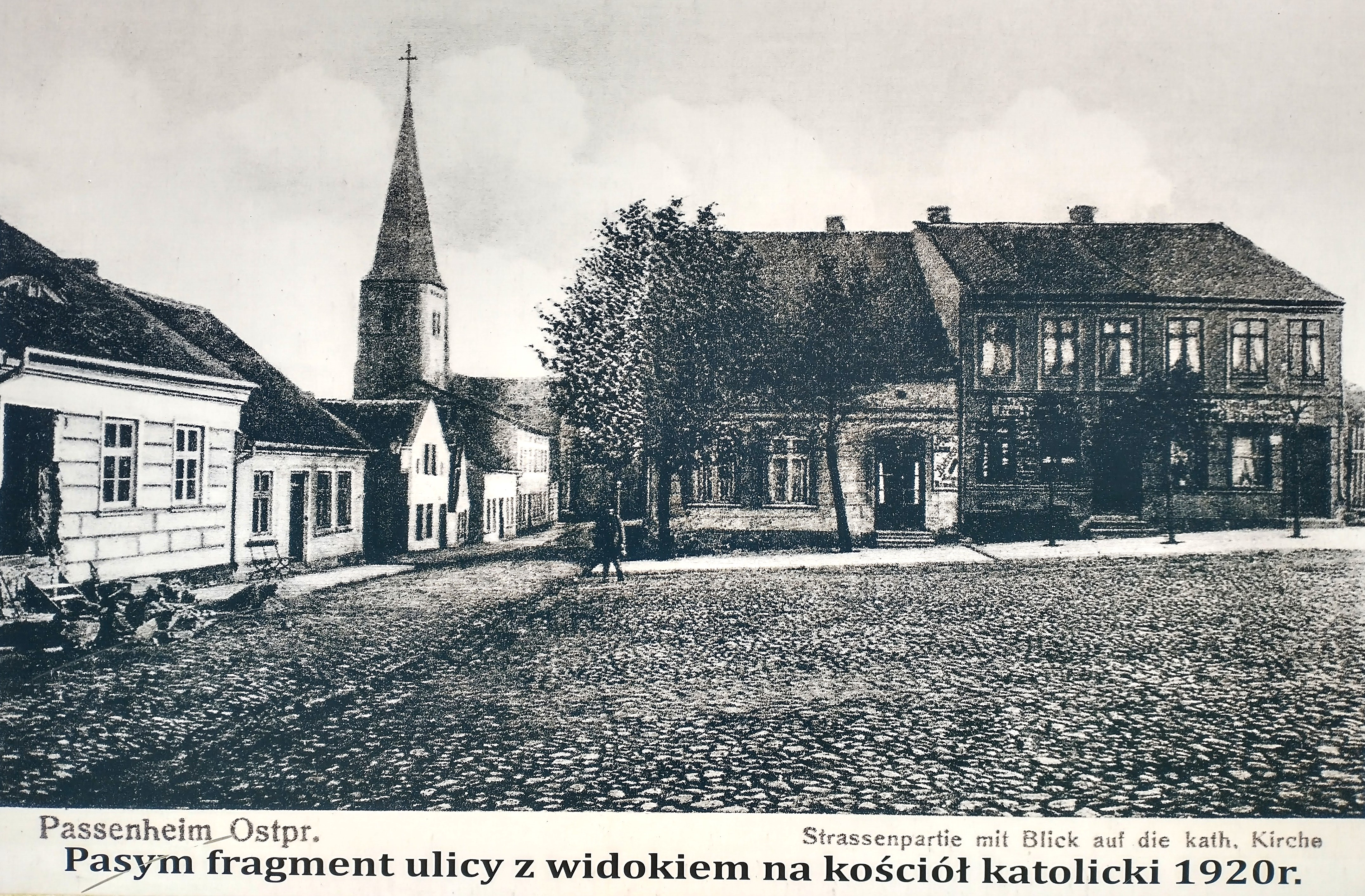
Rynek około 1920

Pierwotnie ziemie te zamieszkiwał pruski szczep Galindów, który w latach 800–1300 posiadał tu liczne osady i grody, a jeden z nich – znany jako Okrągła Góra – zlokalizowany był na półwyspie Gajka wrzynającym się w wody jeziora Kalwa. W latach 992–1223 tereny te były areną działań wojennych pomiędzy wojskami polskimi a Prusami. W 1225 ziemie Prus zaczęli najeżdżać Krzyżacy i udało im się je podbić w 1283.
Miasto założone przez Krzyżaków w 1386 r. otrzymało nazwę od założyciela – komtura elbląskiego, Zygfryda von Passenheima. 
W 1441 miasto przystąpiło do antykrzyżackiego Związku Pruskiego, na prośbę którego w 1454 król Kazimierz IV Jagiellończyk ogłosił wcielenie regionu z miastem do Królestwa Polskiego. W czasie wojny trzynastoletniej opowiedziało się za Polską i mieszkańcy Pasymia prowadzili działania przeciwko Zakonowi – w 1459 wycięto oddział krzyżacki zwabiony obietnicą poddania im miasta, w 1462 zajęto krzyżackie Jeziorany, Barczewo i Zalewo. Po pokoju toruńskim wróciło pod panowanie Zakonu, jako lenno i część Królestwa Polskiego. Zamek został wzniesiony po wojnie trzynastoletniej, później nazywany był Schervitzen Hof. Budowla ta została zniszczona w połowie XVII w., a ostatecznie rozebrana w XIX w. Na miejscu dawnego zamku wzniesiono kościół katolicki.
Na początku XVI wieku, gdy Albrecht Hohenzollern odmówił złożenia hołdu królowi polskiemu, doszło do kolejnej wojny, w wyniku której Pasym trafił w ręce polskie na 5 lat.
W latach 1547–1549 proboszczem był ksiądz Andrzej Samuel, doktor teologii, pisarz religijny. W Pasymiu młode lata spędził Krzysztof Hartknoch (1644–1687) – historyk Polski i Prus, profesor Gimnazjum Toruńskiego. W 1657 r. miasto zostało zniszczone w czasie najazdu tatarskiego. Od XVIII wieku miasto traciło na znaczeniu na rzecz rozwijającego się niedaleko Szczytna. W lutym 1807 r. przez kilka dni stacjonował tu Napoleon wraz z 60-tysięczną armią. Kwatera Napoleona mieściła się na plebanii. W 1868 roku ucierpiało na skutek dużego pożaru, podobnie jak i wcześniej w 1750 r.

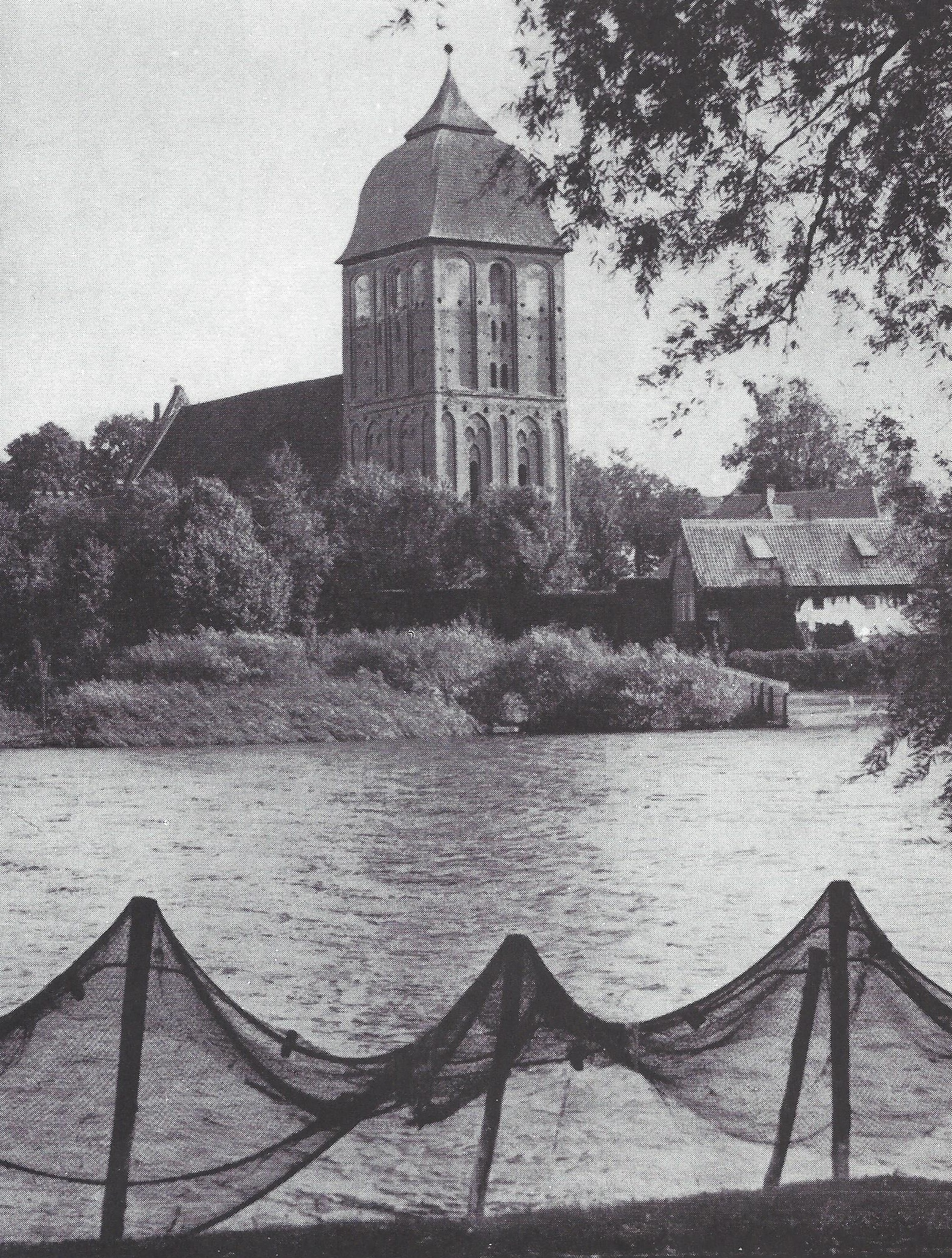
Kościół ewangelicko-augsburski w Pasymiu około 1930

W 1883 r. o 3 km od Pasymia wytyczono linię kolejową (podobno linię wybudowano z dala od miasta na skutek protestów miejscowych kupców, którzy obawiali się, że „żelazny potwór” przywiezie do miasta konkurencję), w 1898 r. wybudowano gazownię, w 1904 r. rzeźnię, a w 1911 r. wodociągi. Na początku XX w. Pasym zaczął rozwijać się jako ośrodek turystyczny.
W 1935 r. odwiedził Pasym Melchior Wańkowicz, zbierając materiał do książki Na tropach Smętka. Stąd pochodził królewiecki duchowny polski ks. Wawrzyniec Rast, do szkoły uczęszczał jeden z jego następców, Jerzy Olech.
Przed 1945 r. Pasym znany był jako ośrodek sportów wodnych i zimowych oraz jako miejscowość turystyczna. Nad jeziorem Kalwa wzniesiono wtedy kompleks turystyczny (obecnie jako Rudziska Pasymskie), z pensjonatem (1927), małą skocznią narciarską z wyciągiem krzesełkowym, przystanią wodną i licznymi kawiarniami.
22 stycznia 1945 r. Pasym zajęły oddziały 1 Frontu Białoruskiego. Wkrótce wysiedleniu do Niemiec uległa większość pozostałej w mieście ludności, a wiosną 1946 r. w wyniku zniszczeń wojennych Pasym utracił prawa miejskie. Dopiero w 1997 r. miejscowość ponownie uzyskała status miasta. W Rudziskach Pasymskich po 1945 r. funkcjonował założony przez Karola Małłka Mazurski Uniwersytet Ludowy.
II wojna światowa nie oszczędziła Pasymia. 30% zabudowy legło w gruzach. Najstarsze miasto na Mazurach zostało wyludnione (część mieszkańców wywieziono, część wyjechała dobrowolnie). Powoli jednak w Pasymiu zaczęło przybywać mieszkańców. Wracała z przymusowej ewakuacji ludność rodzima, przybyli osadnicy z Mazowsza i Kurpiowszczyzny, przesiedleńcy z Wileńszczyzny i Kresów Wschodnich. W latach 1945–1949 zostały uruchomione zakłady przemysłowe: młyn, tartak, wodociągi, mleczarnia, cegielnia, przetwórnia owoców i warzyw, zespół rybacki. Rozwijał się handel, rzemiosło, usługi i oświata. 15 maja 1945 roku do Pasymia przybył powołany na Burmistrza Miasta mgr Edmund Staniszewski i został zorganizowany Zarząd Miasta.

## Demografia

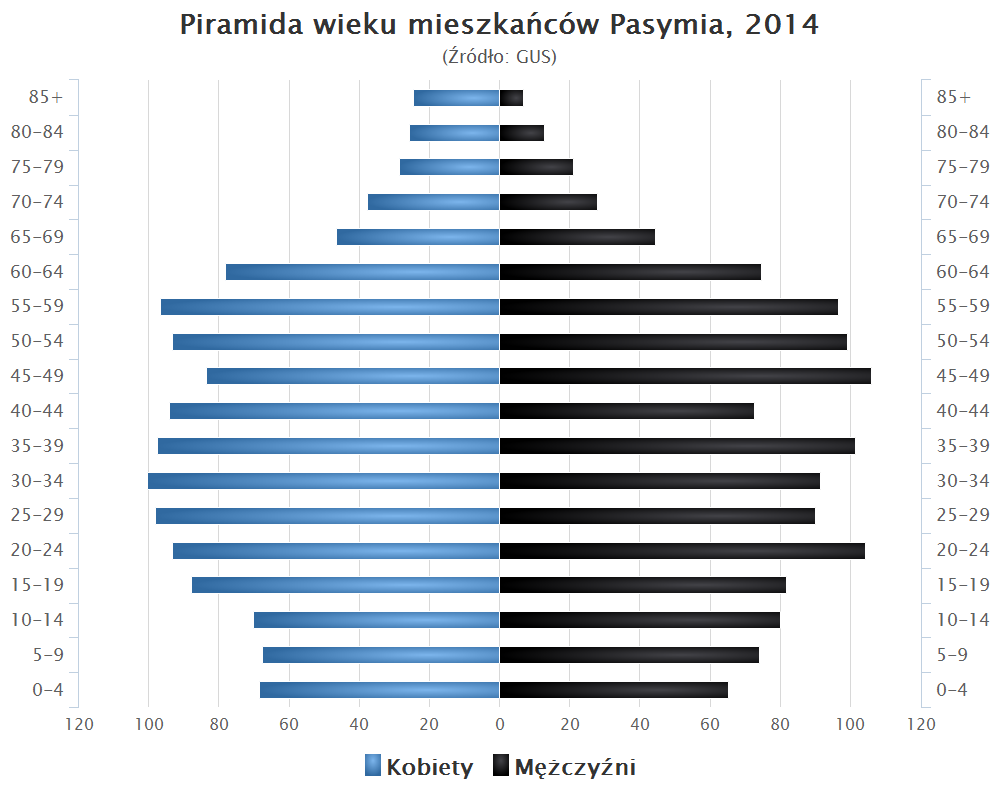
Piramida wieku mieszkańców Pasymia w 2014 roku

## Zabytki

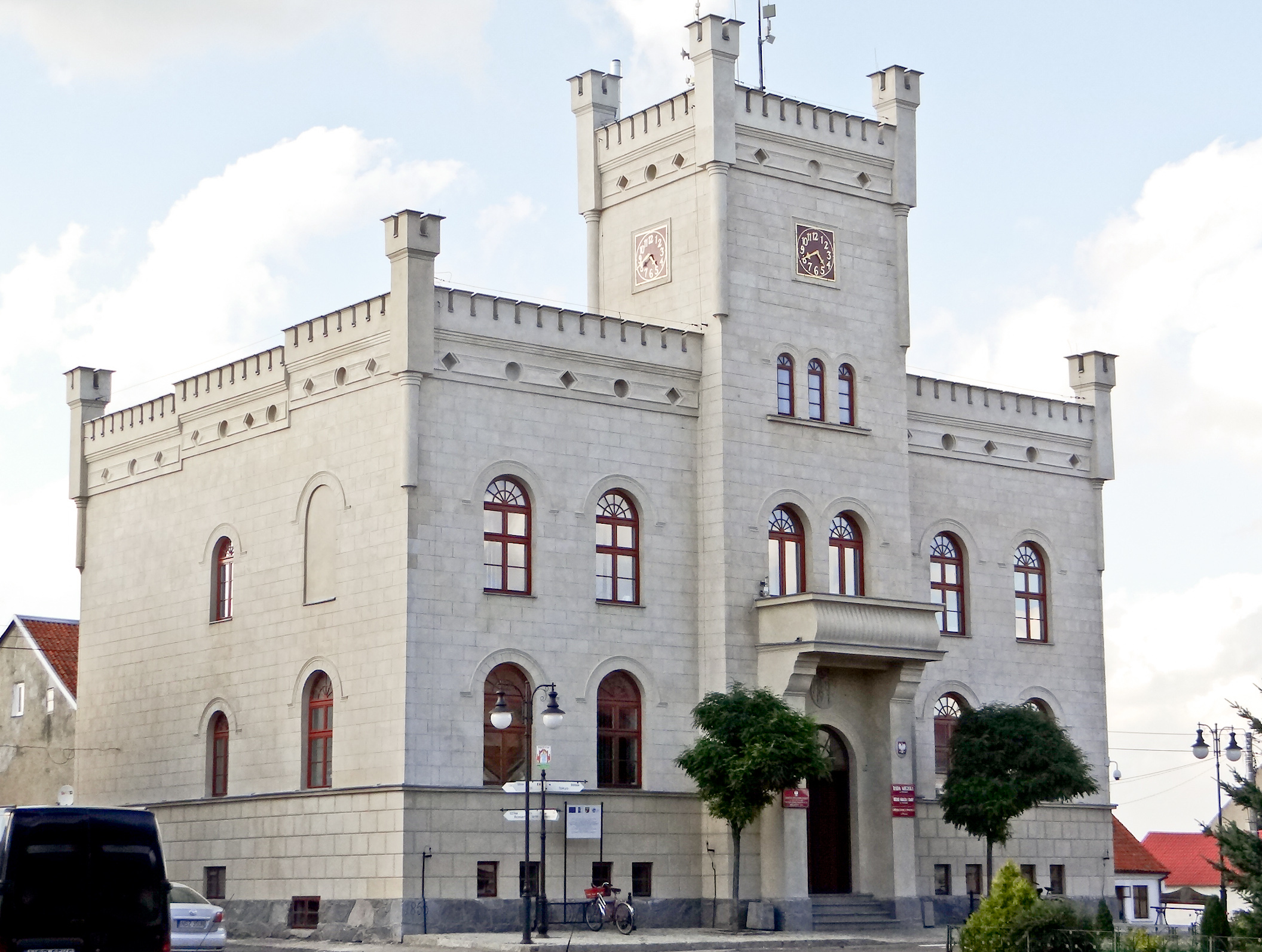
Ratusz

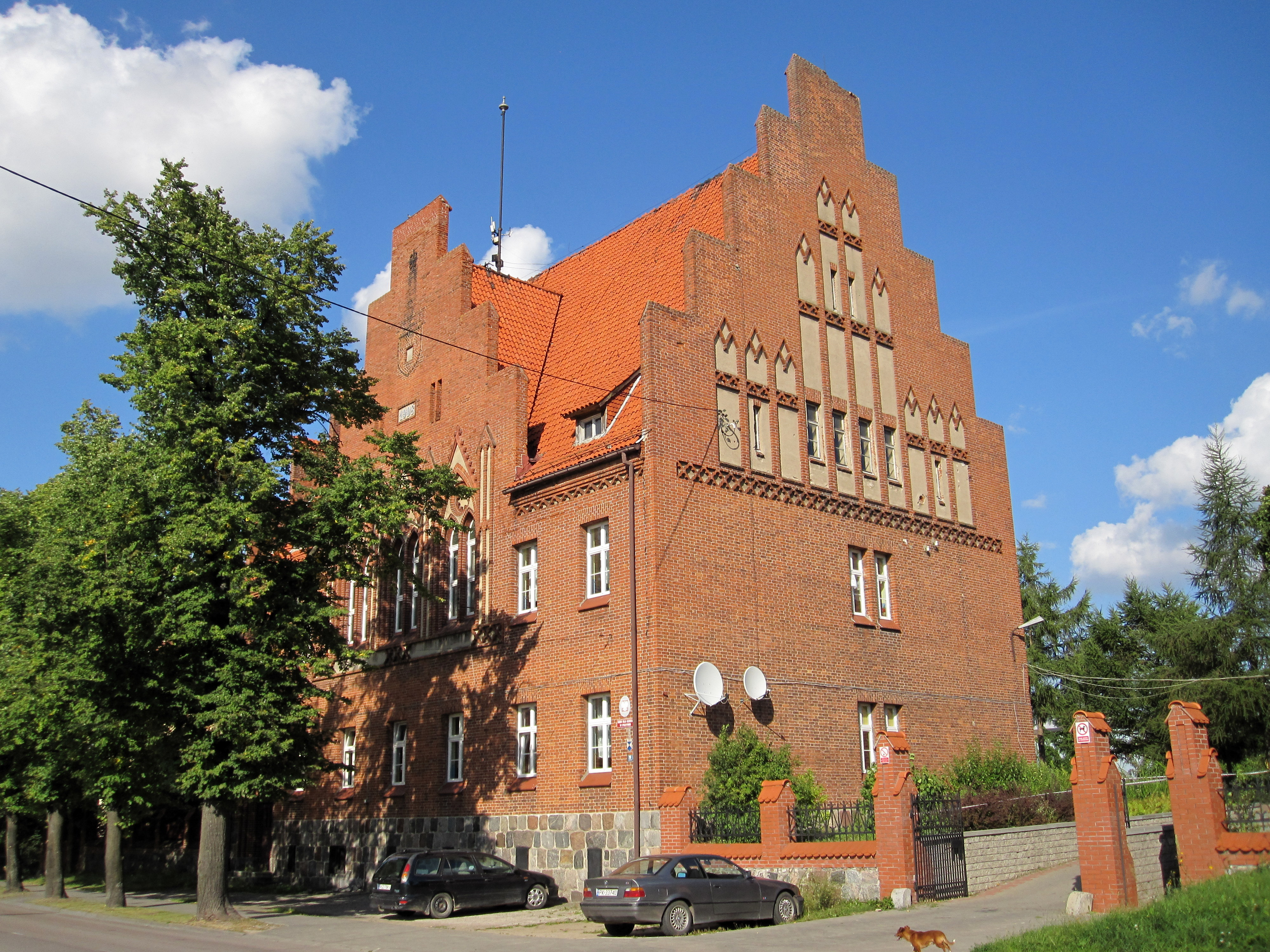
Zespół d. sądu (1904-08), ob. Dom dla Dzieci, ul. Dworcowa 29

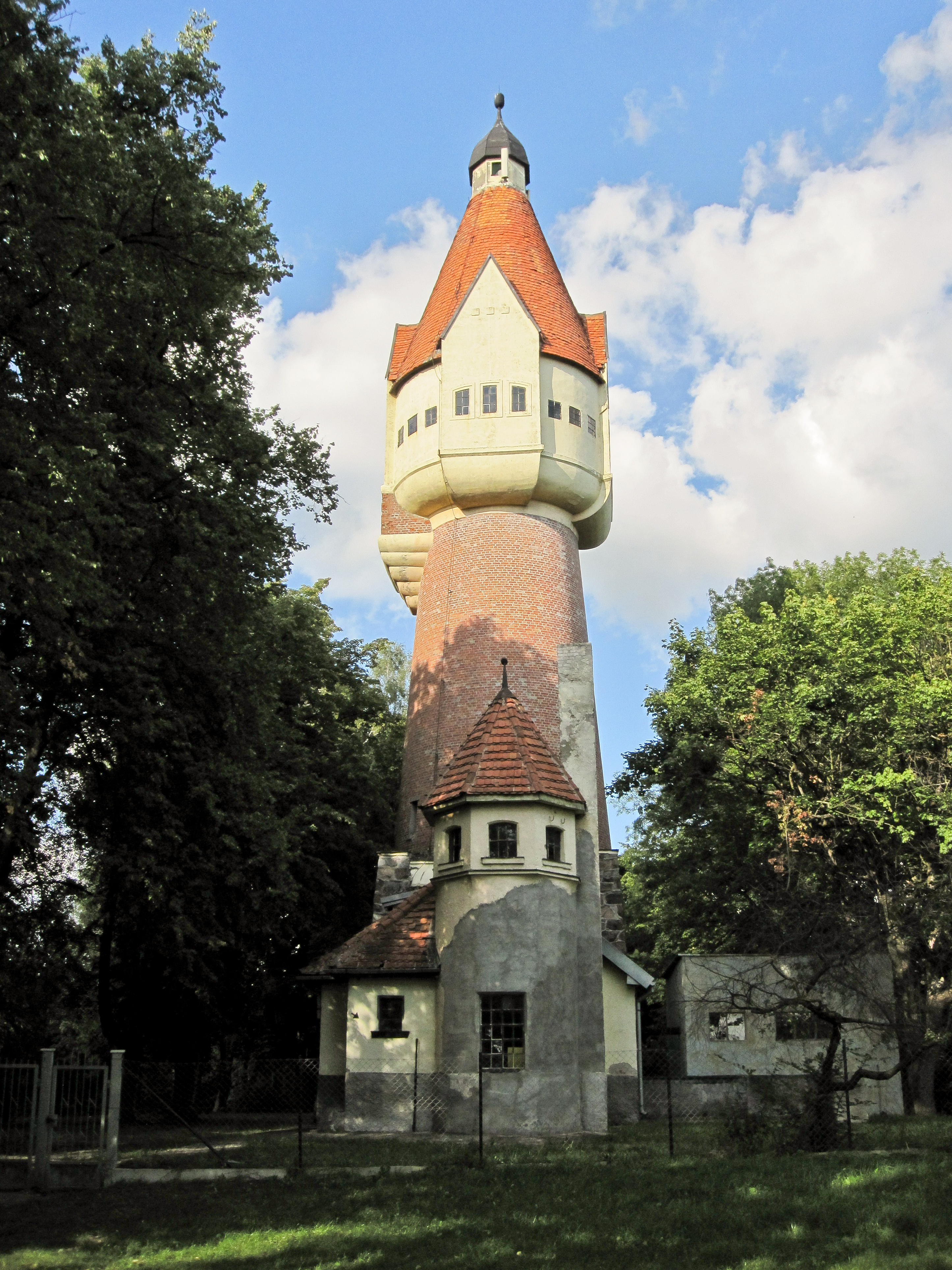
Zabytkowa, wodociągowa wieża ciśnień w parku miejskim (21 sierpnia 2012)

- Dawny zamek, który został wzniesiony po wojnie trzynastoletniej, później nazywany Schervitzen Hof, zniszczony w połowie XVII w., a ostatecznie rozebrany w XIX w. Na miejscu dawnego zamku wzniesiono kościół katolicki.
- Późnogotycki kościół z końca XV wieku (pierwotnie drewniany, usytuowany w południowo-zachodnim narożniku murów obronnych, od 1525 ewangelicki, ewangelicko-augsburski odbudowany w latach 1765–1775 po pożarze), wieża z barokowym hełmem, pokrytym gontem (1770). Ołtarz główny manierystyczny z 1673 r. W kondygnacji głównej płaskorzeźba Trójcy Świętej flankowana figurami Czterech Ewangelistów. Poniżej scena Ostatniej Wieczerzy. Po obu stronach ołtarza duże figury Mojżesza i Aarona. Z tyłu trzy płyty nagrobne z XVII w. Organy z XVIII w., prawdopodobnie powstały w warsztacie Jana Josuego Mosengela w Królewcu. Ambona barokowa z XVII w. Naprzeciw ambony krucyfiks z XV w. W nawie środkowej świecznik w kształcie głowy jelenia z 1608 r.
- Neogotycki kościół pod wezwaniem Najświętszego Serca Pana Jezusa (katolicki) z 1876 r., wybudowany w miejscu dawnego zamku. Wnętrze świątyni o charakterze neogotyckim, z ołtarzem, dwoma ołtarzami bocznymi, prospektem organowym, baptysterium z chrzcielnicą, ławkami oraz witrażami. W lewym, bocznym ołtarzu znajduje się dekoracyjna płaskorzeźba z wicią roślinną, układająca się w Drzewo Życia. Motyw ten powtórzony jest na krzyżu w ołtarzu głównym. Strop wzmocniony belkami imitujący otwartą więźbę dachową.
- Plebania z początku XX w.
- Ratusz z XIX wieku (wybudowany w latach 1854–1855 w miejscu starszego, średniowiecznego, spalonego w 1583 r.), założony na planie kwadratu i nawiązujący do stylu klasycystycznego. Obecnie ratusz znajduje się na dużym placu – dawniej były tu ciasne uliczki z gęstą zabudową.
- Pozostałości murów miejskich z XIV wieku.
- Stara zabudowa z końca XVIII i początków XIX w., budynki przy ul. Dworcowej (domy nr 2, 6, 9, 11, 13).
- Zabudowa ul. Dworcowej z pierwszej połowy XX w.: obecna Miejska Biblioteka Publiczna, zespół sądowy (dawny sąd) – obecnie Dom Dziecka, dawna szkoła katolicka (ul. Dworcowa 25).
- Zabudowa przy ul. Reja, m.in. budynek poczty.
- Budynek dawnej szkoły ewangelickiej (ul. Ogrodowa) z początku XX w. – obecnie szkoła podstawowa.
- Zespół młyński: młynarzówka z 1903 r., młyn ze spichlerzem – rozbudowany w 1921 r.
- Wieża ciśnień z 1911 r. (w parku miejskim).
- Dawna łaźnia miejska, przy wieży ciśnień, obecnie punkt uzdatniania wody.
- cmentarz ewangelicki z XVII w., usytuowany przy drodze do Dźwierzut, z zabytkowymi nagrobkami oraz kaplicą.
- Cmentarz ewangelicki przy szosie do dworca kolejowego.
- Cmentarz katolicki usytuowany za miastem, nad jeziorem.

## Wspólnoty wyznaniowe
Na terenie miasta działalność religijną prowadzą:
- Kościół rzymskokatolicki (dekanat Pasym):
  - parafia Najświętszego Serca Pana Jezusa
- Kościół Ewangelicko-Augsburski:
  - parafia w Pasymiu, ul. Jedności Słowiańskiej 3
- Świadkowie Jehowy:
  - zbór Pasym (Sala Królestwa ul. Polna 44)[9][10].

## Transport

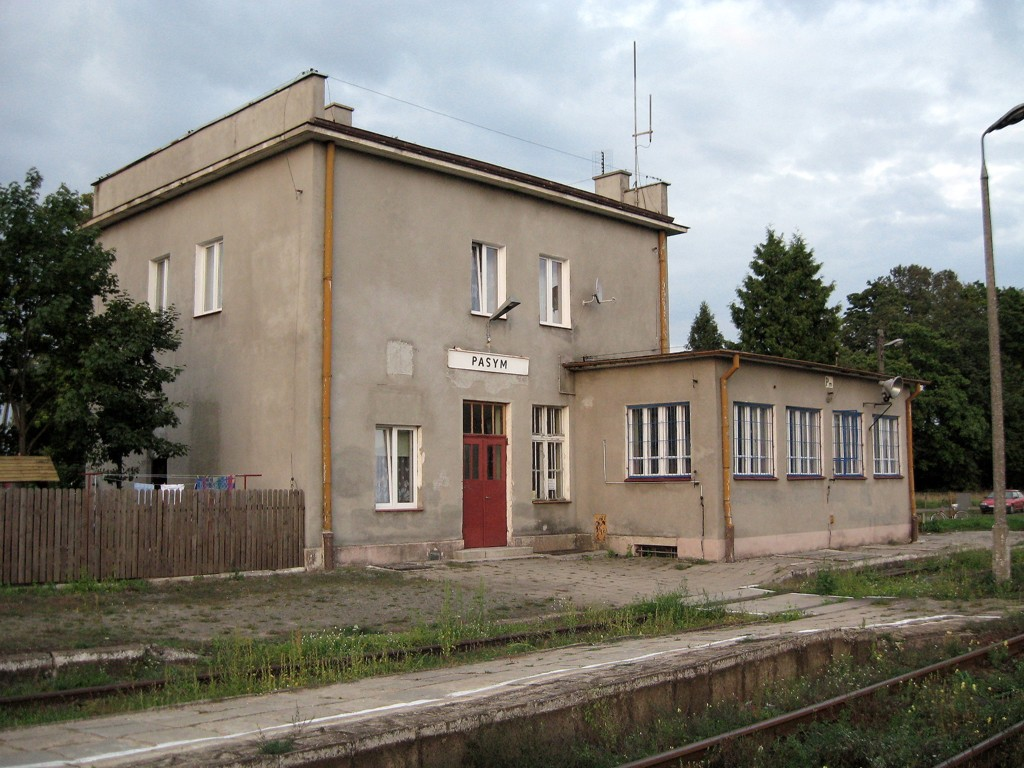
Stacja kolejowa Pasym

Przez miasto przebiega droga krajowa nr 53 Olsztyn – Ostrołęka, a w odległości 3 km
linia kolejowa Olsztyn – Szczytno ze stacją Pasym.

## Współpraca międzynarodowa
Miasta i gminy partnerskie:  Bassenheim, gmina Sużany (lit. Sužionių seniūnija). W listopadzie 2013 Pasym został przyjęty do Międzynarodowego Stowarzyszenia Cittàslow.

## Kultura
W Pasymiu i okolicach rozgrywa się akcja powieści Pietrek z Puszczy Piskiej autorstwa Igora Sikiryckiego.
Pasym posłużył za plenery dwóch polskich filmów: Południk zero z 1970 i Cudownie ocalony z 2004 roku.